# Архиепархия Алба-Юлии (католическая)
Архиепархия Алба-Юлии (лат. Archidioecesis Albae Iuliensis, венг. Gyulafehérvári Római Katolikus Érsekség, рум. Arhidieceza Romano-Catolică de Alba Iulia) — католическая архиепархия латинского обряда с центром в городе Алба-Юлия, Румыния. Большинство прихожан — этнические венгры. Архиепархия Алба-Юлии не входит в состав митрополий и подчиняется напрямую Святому Престолу.

## История
Алба-Юлия — один из древнейших городов региона. В 1009 году после принятия венграми христианства король Иштван Святой основал епархию латинского обряда с центром в Алба-Юлии (венг. Дьюлафехервар), которая получила имя «епархия Трансильвании» (Трансильвания тогда входила в состав Королевства Венгрия).
После первой мировой войны Венгрия потеряла значительные территории в пользу соседей и вся территория епархии оказалась в составе королевства Румыния. В 1932 году епархия была переименована в епархию Алба-Юлии, но сохранила статус епархии прямого подчинения. 5 августа 1991 года возведена в статус архиепархии.

## Современное состояние
Архиепархия покрывает центральную часть Румынии. Архиепархия Алба-Юлии — единственная структура латинского обряда в Румынии, независимая от архиепархии Бухареста, имеет статус архиепархии прямого подчинения Святому Престолу. С 2020 года архиепархию возглавляет архиепископ Гергей Ковач. Кафедральный собор архиепархии — Собор Святого Михаила. По данным на 2012 год архиепархия насчитывала 440 700 прихожан, 256 прихода и 344 священника.

## Ординарии архиепархии
| - епископ Густав Карой Майлат (22 марта 1932 года - 28 мая 1938 года)) - епископ Форбухнер Адольф (28 мая 1938 года- 10 сентября 1938 года) - епископ Арон Мартон (24 декабря 1938 года - 2 апреля 1980 года) - епископ Якаб Антал (2 апреля 1980 года - 14 марта 1990 года) - архиепископ Лайош Балинт (5 августа 1991 года -30 сентября 1993 года ), с 14 марта 1990 епископ; - архиепископ Дьёрдь Якубиньи (30 сентября 1993 года — 24 декабря 2019 года); - архиепископ Гергей Ковач (с 22 февраля 2020 года); |